# Farman III

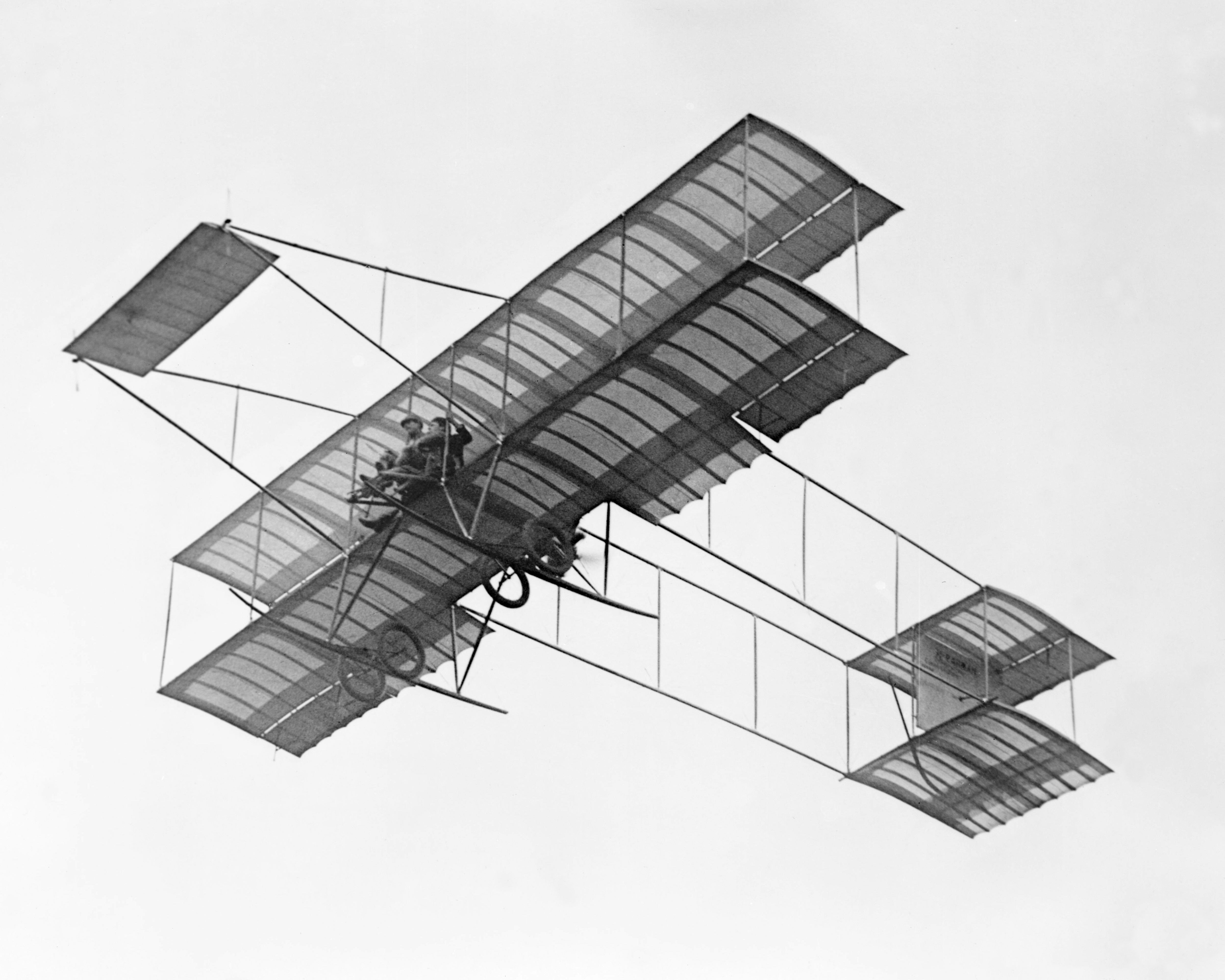
Farman III

De Farman III was een experimenteel dubbeldekker vliegtuig uit de pioniersfase van de luchtvaart, gebouwd door de Franse vliegtuigbouwer Farman. De Farman III was sterk geïnspireerd op de Flyer van de gebroeders Wright. De eerste vlucht was in april 1909.
De Farman III was gebouwd van hout met een linnen bespanning op de vleugels en de constructie werd bijeengehouden door spandraden. Het stabilo was voor de hoofdvleugel geplaatst en zat aan de romp vast met twee driehoekige uithouders. De achterste horizontale en verticale staartvlakken waren bevestigd aan twee staartbomen. De besturing om de langsas werd geregeld met (totaal) vier rolroeren (ailerons) aan alle vleugels. De piloot zat aan de voorkant van de onderste vleugel met direct daarachter de motor met een duwpropeller, die werd aangedreven door een Gnome Omega rotatiemotor van 50 pk. Ter voorkoming van een 'koprol' bij de start of landing was het vierwielige landingsgestel voorzien van twee lange ski's tussen de beide wielstellen.

## Varianten

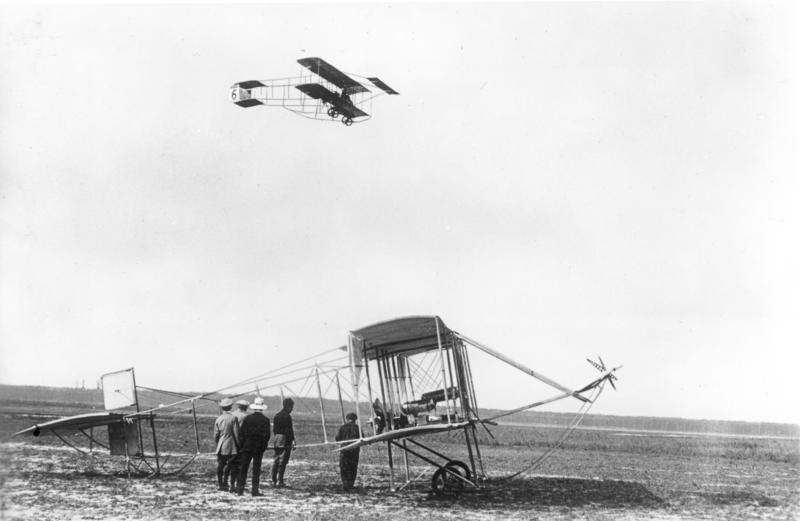
Sommer 1910 Biplane - Door Roger Sommer gebouwde Farman III

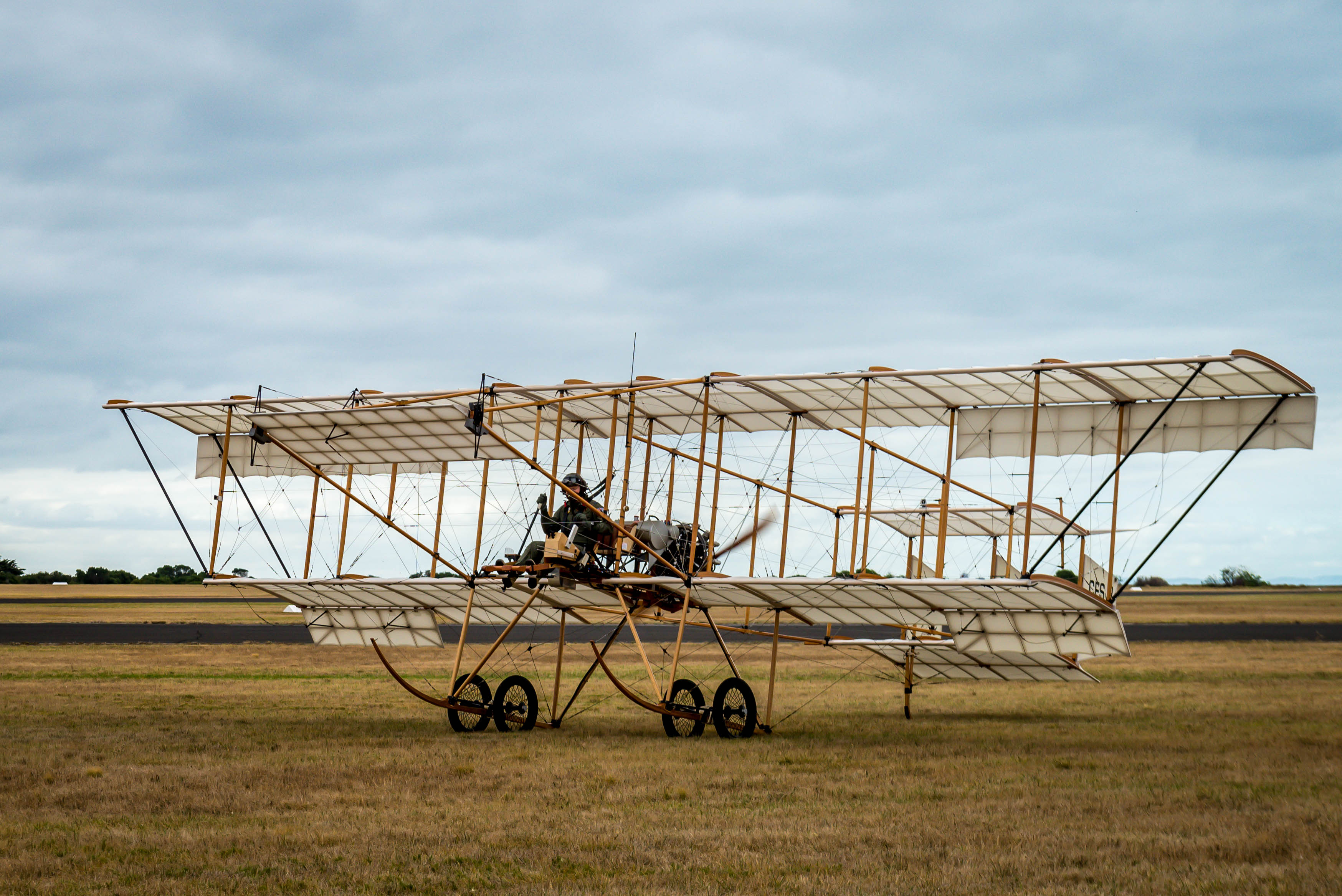
Bristol Boxkite (replica), een 'Farman type' uit Engeland

Type de Course
Exemplaar voor racedoeleinden met een kleinere spanwijdte van 8,5 meter en een aangepaste staart.
1910 Michelin Cup biplane
Speciaal exemplaar voor de 1910 Michelin Cup lange-afstandsrace. Met een grotere vleugel, grotere tanks en een kuip ter bescherming van de piloot tegen de kou. Maximum vliegduur van 12 uur.
Sommer 1910 Biplane
Door de Fransman Roger Sommer gebouwde Farman III. In het voorjaar van 1910 waren er al meer dan 60 exemplaren besteld door klanten. Waaronder de Nederlandse luchtvaartpionier Clément van Maasdijk die er in 1910 vliegdemonstraties mee gaf in onder meer: Den Haag, Heerenveen en Arnhem.

### Vliegtuigen gebaseerd op de Farman III
Het ontwerp van de Farman III heeft rond 1910 een zeer grote invloed gehad op vliegtuigontwerpers in Europa. Vooral in Engeland waren veel navolgers van het ‘Farman type’ zoals: 
- Bristol Boxkite
- Short S.27
- Howard Wright 1910 Biplane
- In Duitsland bouwde vliegtuigfabriek Albatros de 'Albatros F-2'.

Nederlandse Farman types
- Constructeur Frits Koolhoven bouwde in 1911 de Koolhoven Heidevogel in opdracht van de Maatschappij voor Luchtvaart.
- Luchtvaartpionier Marinus van Meel bouwde vanaf 1912 diverse Farman derivaten onder de naam ‘Brik’ en wist deze in 1913 te verkopen aan de Luchtvaartafdeeling der Koninklijke Landmacht (LVA, de voorloper van de Koninklijke Luchtmacht). Van Meel construeerde ook een watervliegtuig-versie van de Farman onder de naam 'Waterbrik'.

## Specificaties
- Type: Farman III
- Fabriek: Farman
- Rol: Experimenteel vliegtuig uit de pioniersfase
- Bemanning: 1
- Lengte: 12,0 m
- Spanwijdte: 10,0 m
- Vleugeloppervlak: 40 m²
- Maximum gewicht: 550 kg
- Motor: 1 × Gnome Omega zevencilinder rotatiemotor, 50 pk (37 kW)
- Propeller: Tweeblads duwpropeller
- Eerste vlucht: april 1909

Prestaties
- Maximumsnelheid: 60 km/u